# Angela Summers
Angela Summers (6 de novembre de 1964, Del Mar, Califòrnia) és una actriu porno i ballarina exòtica californiana. És membre del Saló de la Fama de l'AVN. Summers va protagonitzar més d'un centenar de pel·lícules entre 1990 i el 2000. Addicionalment va ser ballarina i el 1993 va aparèixer a la revista Hustler.